# Imayoshiïta
La imayoshiïta és un mineral de la classe dels borats, que pertany al grup de l'ettringita. Rep el seu nom de Ryuji Imayoshi (1905-1984).

## Característiques
La imayoshiïta és un borat de fórmula química Ca₃Al(CO₃)[B(OH)₄](OH)₆(H₂O)₁₂. Va ser aprovada com a espècie vàlida per l'Associació Mineralògica Internacional l'any 2013. Cristal·litza en el sistema hexagonal. La seva duresa a l'escala de Mohs es troba entre 2 i 3. La imayoshiïta és el primer membre del grup de l'ettringita amb els dos anions CO₃ i B(OH)₄.

## Formació i jaciments
Va ser descoberta a Suisho-dani, a la ciutat d'Ise de la prefectura de Mie, a la regió de Kinki, al Japó, on es troba en cavitats en xenòlits de gabre alterats en dunites serpentinitzades. Es tracta de l'únic indret on ha estat descrita aquesta espècie mineral.